# Texte structuré
Pour les articles homonymes, voir ST.

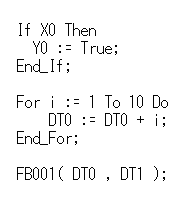
Exemple de programme structuré

Le texte structuré, ou Structured Text (ST) en anglais, est un des cinq langages de programmation pour automates programmables industriels (API) définis par la norme CEI 61131-3. C'est un langage de haut niveau et sa structure rappelle les langages Ada et Pascal.
Le format de ces fichiers a été standardisé en XML par PLCopen.
Des instructions plus ou moins complexes sont supportées, par exemple :
- boucles d'itération (REPEAT-UNTIL; WHILE-DO; FOR) ;
- conditions (IF-THEN-ELSE; CASE) ;
- fonctions (SQRT(); SIN()).

## Exemple de programme
```
(* simple state machine *)
TxtState := STATES[StateMachine];

 

CASE StateMachine OF
   1: ClosingValve();
ELSE
    ;; BadCase();
END_CASE;
```